# Can Sanglàs
Can Sanglàs és una casa de Manlleu (Osona) inclosa a l'Inventari del Patrimoni Arquitectònic de Catalunya.

## Descripció tipològica
L'edifici és de planta, dos pisos, caseta i golfes amb cinc eixos compositius verticals molt marcats. L'estructura de la façana es va repetint seguint el següent mòdul: a ran de carrer trobem un portal d'arc rebaixat amb dovelles regulars, al primer pis un balcó amb brancals i llinda de pedra i barana de ferro forjat, el segon pis també hi ha un balcó, però més petit. Per acabar, tenim un òcul ovalat a les golfes.
A la planta baixa hi ha un sòcol de carreus de pedra, mentre que la resta de l'edifici és arrebossat. El ràfec de la coberta se sustenta per biguetes de fusta. La dovella central del portal d'accés mostra un medalló esculpit.

## Història
Aquest era l'habitatge de la família Sanglas. Josep Sanglas tenia el 1842 una petita fàbrica de teixits de cotó que amplià amb una filatura moguda per energia hidràulica aprofitant el canal industrial del Ter. El seu net Josep Sanglas Alsina, junt amb Josep Serra, el 1908 va fundar la S.A. Serra, la gran constructura catalana de maquinària tèxtil.